# Гурдыбашево
Гурдыбашево, Гурдыбаш  (баш. Гүрҙебаш) — деревня в Бакалинском районе Республики Башкортостан Российской Федерации. Входит в состав Тактагуловского сельсовета. 

## География
Находится в истоке Большие Гурды. 

### Географическое положение
Расстояние до:
- районного центра (Бакалы): 29 км,
- центра сельсовета (Тактагулово): 9 км,
- ближайшей ж/д станции (Туймазы): 95 км.

## История
Название происходит от именования речки Гүрҙе и термина баш ‘исток’

С 2005 современный статус.
Статус деревня, сельского населённого пункта, посёлок получил согласно Закону Республики Башкортостан от 20 июля 2005 года N 211-з «О внесении изменений в административно-территориальное устройство Республики Башкортостан в связи с образованием, объединением, упразднением и изменением статуса населенных пунктов, переносом административных центров», ст.1

6. Изменить статус следующих населенных пунктов, установив тип поселения — деревня…

7) в Бакалинском районе: 

д) поселка Гурдыбашево Тактагуловского сельсовета

## Население
| 2002 | 2009 | 2010 |
| ---- | ---- | ---- |
| 137  | ↗141 | ↘105 |

Национальный состав
Согласно переписи 2002 года, преобладающая национальность — башкиры (96 %).